# Helen Sensburg
Helen Sensburg (auch Helen Sandsberg, genannt „Mary of Arnhem“; * um 1914; † nach 1945) war eine deutsche Radiosprecherin. Sie war 1944 und 1945 in den besetzten Niederlanden tätig.

## Leben
Helen Sensburg wuchs in Deutschland auf und ging um 1929 nach England. Ab 1935 arbeitete sie für die „Asiatic Petroleum Company“, eine Tochtergesellschaft von Shell, in London. Mit Beginn des Krieges 1939 kehrte Helen Sensburg nach Deutschland zurück. Sie arbeitete für die Reichs-Rundfunk-Gesellschaft und wurde im Herbst 1944 in die besetzten Niederlande geschickt, wo sie Sprecherin einer deutschen Rundfunkstation in englischer Sprache in Hilversum wurde. Ihre warme und verführerische Stimme machte einen starken Eindruck auf die alliierten Soldaten, besonders die kanadischen, und der Sender wurde vor allem im Winter 1944/45 viel gehört. Die Absicht war es, die Soldaten zu demoralisieren und durch gezielte Falschinformationen irrezuführen. Der Sender spielte viel seichte englischsprachige Musik und meldete sich mit „Arnhem Calling“, weshalb dessen Sitz dort vermutet wurde. Die Sprecherin nannte sich „Mary“.
Als die Alliierten im Mai 1945 Den Haag einnahmen, fiel ihnen auch die Radiosprecherin in die Hände. Auf einem Foto aus jenen Tagen ist zu sehen, wie kanadische Soldaten vor einem Modegeschäft in Arnhem eine Schaufensterpuppe als Helen Sensburg ausstaffieren. In Den Haag wurde ein Interview mit ihr geführt, wo sie sich weiterhin zu Adolf Hitler und dem Nationalsozialismus bekannte. Ihr Mann, ein deutscher Wehrmachtshauptmann, war in dieser Zeit in sowjetischer Gefangenschaft.
Das weitere Schicksal von Helen Sensburg ist unbekannt.